# Амиран Шаликашвили
Амиран Шаликашвили је грузијски пантомимичар и један од оснивача пантомиме у Грузији Совјетском Савезу, оснивач Грузијског државног пантомимичарског позоришта и катедре за пантомиму при Позоришту Шота Руставели и Грузијском државном филмском универзитету.
Рођен је у граду Коканду (Узбечка Совјетска Република).
Године 1960, дипломирао је на Факултету културног образовања у Тбилисију, а 1964. на Државном институту театра, смер Драма.
На иницијативу Шаликашвилија, 1969. године је основан Студио пантомиме. Децембра исте године, изведено је прво дело, колекција кратких прича Сан и стварност. Ова изведба је доживела такав успех, да је проблем отварања Театра пантомиме у оквиру Грузијске филхармоније решен 1. јануара 1976, када се група издвојила из Филхармоније и основала Грузијско државно позориште пантомиме. Његов директор је Амиран Шаликашвили.
Амиран је одговоран за настајање пантомиме као посебног жанра у Грузији. Он је основао удружење пантомимичара, које је свој први интернационални наступ имало 1979. године у Грчкој, где је извело Електру. Ова изведба је дочекана са толиким усхићењем, да је грчки писац Јанис Скафус забележио: 'Грузијска Електра је једна од највећих чуда која сам видео у свом животу.'
Шаликашвили у раду са младим глумцима, преферира пантомимичне кратке приче. Добитник је Специјалне награде Светске организације пантомимичара за изузетан допринос уметности пантомиме, 2015. године.